# Jodál Gabor
Jodál Gabor (født 12. april 1913 i Székelyudvarhely - død 6. december 1989 i Kolozsvár, Rumænien) var en rumænsk komponist, rektor og lærer.
Gabor studerede komposition i Budapest hos Zoltán Kodály og Albert Siklós på Ferenc Liszt Music Academy.
Han har skrevet en sinfonietta, orkesterværker, kammermusik, sange og korværker, sidstnævnte to områder, som han er mest kendt for.
Gabor var rektor og underviste som lærer i komposition på Gheorghe Dima Musikkonservatorium (1950-1977). Han komponerede i starten i en postimpressionistisk stil, men udviklede senere i sit forløb, en mere neoklassisk stil.

## Udvalgte værker
- Sinfonietta - (1957) - for orkester
- "Divertimento" (1964) - for orkester
- "Ved porten til eventyret" - (1952) - for orkester
- "Ni tredelte kvinders Arme" (1965) - for kor